# Michael Beheim
Miguel (Michel o Michael) Beheim también Behaim, Beham o Behm, (29 de septiembre de 1420, Sulzbach, Obersulm, Heilbronn - 1472, Sulzbach), fue un juglar y cronista germano que trabajo en varias cortes reales de Europa central incluyendo la corte vienesa.
Estando al servicio del rey Matías Corvino en Hungría conoció a Vlad Draculea III sobre quien escribió en 1442 el poema "Von ainem wüthrich der hiess Trakle waida von der Walachei".
Murió asesinado en 1472 sin que exista certeza de la fecha exacta.
Los originales de algunos de sus manuscritos se conservan en la Biblioteca de la Universidad de Heidelberg.